# Blackburn Shark
Блекберн B-6 «Шарк» («Акула», англ. Blackburn B-6 Shark) — британський палубний торпедоносець-розвідник, що перебував на озброєнні військово-повітряних сил ВМФ Британії перед Другою світовою війною. Літак був розроблений на початку 1930-х і до початку війни був замінений на авіаносцях літаками Fairey Swordfish, тому використовувався для навчальних цілей.

## Історія створення
Компанія Blackburn Aircraft створювала торпедоносці для Королівського флоту зокрема Baffin, Ripon і Dart, і в компанії вже розроблявся наступний літак M.1/30A який здійнявся в повітря 24 лютого 1933 року. Тому коли було видано специфікацію S.15/33 на основі останнього було створено прототип B-6, який здійснив перший політ вже 24 серпня. 26 листопада його було передано для оцінювання армії. Палубні випробування почались на початку наступного року на борту авіаносця «Корейджос» і в серпні 1934 року було видано перший контракт на 16 літаків які отримала назву «Шарк» (англ. Shark).
Прототип згодом було переоснащено поплавками і в квітні 1935 року було проведено успішні випробування поплавкового варіанту. Обидва варіанти отримали подальші замовлення і за три роки було виготовлено 251 «Шарків». Окрім цього 17 літаків було виготовлено в Канаді за ліцензією.

## Модифікації
- Blackburn B-6 — перший прототип
- Shark Mk.I — оснащувався двигунами Armstrong Siddeley Tiger IV потужністю 700 к.с.
- Shark Mk.II — оснащувався двигунами Armstrong Siddeley Tiger VI потужністю 760 к.с.
- Shark Mk.III — оснащувався двигунами Bristol Pegasus III потужністю 800 к.с.

## Історія використання

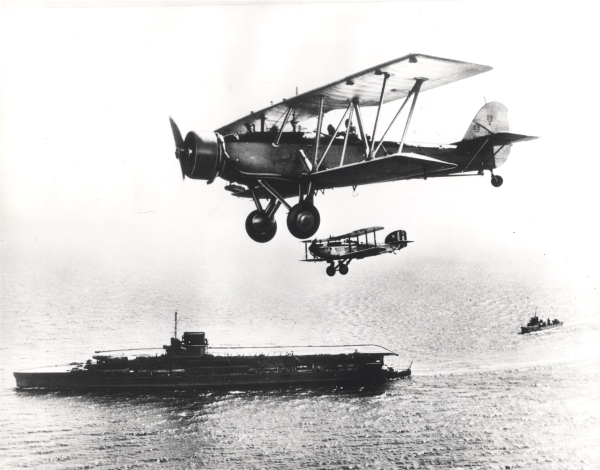
Blackburn Shark над авіаносцем «Корейджос»

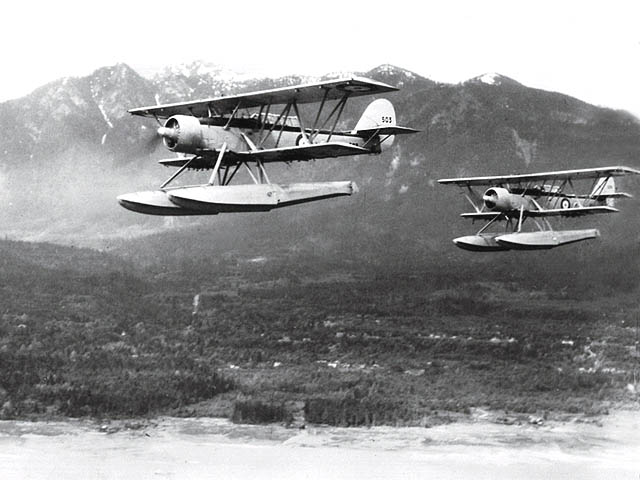
Канадські гідроплани Shark Mk.III.

Перша партія «Шарків» надійшла на озброєння 820-ї ескадрильї флотської авіації в Госпорті на початку 1935 року і замінили Fairey Seal на борту «Корейджоса». Але вже в 1937 році в бойових частинах «Шарки» почали замінятись на Fairey Swordfish.
В 1937-38 році декілька «Шарків» були перетворені на буксири мішеней, а також в навчальні літаки. В цій ролі вони використовувались до 1942 року. В Другій світовій війні «Шарки» використовувались для патрулювання під час евакуації з Дюнкерка, а також в ролі бомбардувальників проти японських військ в Малайї в січні 1942 року.
Шість гідропланів Shark Mk.IIA були придбані ВМС Португалії в березні 1936 року і використовувались для патрулювання.
Канадські «Шарки» використовувались для патрулювання до 1944 року коли були списані. Також в червні 1944 року п'ять з них були передані до Тринідаду де вони прослужили до зносу як навчальні.

## Тактико-технічні характеристики
Дані з Consice Guide to British Aircraft of World War II

### Технічні характеристики
- Екіпаж: 2-3 особи
- Довжина: 10,74 м
- Висота: 3,68 м
- Розмах крила: 14,02 м
- Площа крила: 45,43 м ²
- Маса порожнього: 1832 кг
- Максимальна злітна маса: 2651 кг
- Двигун: Armstrong Siddeley Tiger VI
- Потужність: 760 к. с. (567 кВт.)

### Льотні характеристики
- Максимальна швидкість: 241 км/год (на рівні моря)
- Крейсерська швидкість: 190 км/год
- Дальність польоту: 1006 км
- Практична стеля: 4875 м

### Озброєння
- Захисне:
  - 1 × 7,7-мм курсовий кулемет
  - 1 × 7,7-мм кулемет в турелі стрільця
- Бомбове:
  - 1 × 680 кг торпеда або
  - до 680 кг бомб